# Псевдолопатоніс
Псевдолопатоніс, також Несправжній лопатоніс, Аральський лопатоніс (Pseudoscaphirhynchus) — рід риб родини осетрових. Існує сучасних три види, ендеміки річок Аральського басейну: Амудар'ї і Сирдар'ї. Довжина 27-70 см відносно невелика довжина для осетрових. Псевдолопатоніс сирдар'їнський вочевидь вимер, останні вилови в 1978 році.

## Види
- Pseudoscaphirhynchus fedtschenkoi (Kessler, 1872) — Псевдолопатоніс сирдар'їнський
- Pseudoscaphirhynchus hermanni (Kessler, 1877) — Псевдолопатоніс малий
- Pseudoscaphirhynchus kaufmanni (Kessler, 1877) — Псевдолопатоніс великий